# 龚新高
龚新高（1962年6月—），男，湖南长沙人，中国计算凝聚态物理学家，广东以色列理工学院校长，复旦大学谢希德特聘教授，中国科学院院士。

## 生平
1982年毕业于湖南师范学院物理学系，获学士学位，1985年和1993年先后获得中国科学院固体物理研究所硕士、博士学位。
2009年当选美国物理学会会士。2017年当选为中国科学院院士。
2021年4月，出任广东以色列理工学院校长。